# Nadinići
Nadinići är en ort i Bosnien och Hercegovina.   Den ligger i entiteten Republika Srpska, i den södra delen av landet, 70 km söder om huvudstaden Sarajevo. Nadinići ligger 950 meter över havet och antalet invånare är 178.
Terrängen runt Nadinići är huvudsakligen kuperad, men åt sydost är den platt. Nadinići ligger nere i en dal. Runt Nadinići är det ganska tätbefolkat, med 67 invånare per kvadratkilometer.. Närmaste större samhälle är Gacko, 6,2 km sydost om Nadinići. 
Trakten runt Nadinići består till största delen av jordbruksmark.